# Ken Miles
Kenneth Henry Miles, dit Ken Miles, surnommé Teddy Teabag (pour sa consommation de thé) ou encore Sidebite (pour sa bouche tordue en parlant), né le 1er novembre 1918 à Sutton Coldfield (près de Birmingham) et mort le 17 août 1966 à Riverside (Californie), est un pilote automobile britannique, qui a essentiellement couru sur voitures de sport en circuits, aux États-Unis. L'aventure victorieuse de la Ford GT 40 qu'il a contribué à mettre au point aux côtés de Carroll Shelby est relatée dans le film Le Mans 66 sorti en 2019, où Christian Bale lui prête ses traits.

## Biographie

### Jeunesse
Ken Miles est né le 1er novembre 1918 à Sutton Coldfield, alors dans le Warwickshire, aujourd'hui dans la ville de Birmingham. Il est le fils d'Eric Miles et de Clarice Jarvis. Après une tentative infructueuse de fugue aux États-Unis, Miles quitte l'école à l'âge de 15 ans pour travailler comme apprenti chez Wolseley Motors, qui l'envoie ensuite dans une école technique pour élargir ses connaissances en construction de véhicules. Ken Miles commence les sports mécaniques par des courses motocyclistes britanniques avant de rejoindre l'armée britannique, pendant la Seconde Guerre mondiale.
Au sein de l'armée, Ken Miles est d’abord affecté dans une unité antiaérienne avant de servir comme moniteur de conduite dans l'armée territoriale. Il rejoint ensuite une unité d’ingénierie électromécanique. Le 1er octobre 1942, en tant qu'artificier en armement, il fait partie des membres fondateurs du Royal Electrical and Mechanical Engineers (REME) et est transféré au REME Training Establishment,. L'année suivante, Miles est affecté aux ateliers de la division blindée des gardes, suivis de l'atelier de la 29e brigade blindée. Il débarque en Normandie le 15 juin 1944 au sein d’une unité de chars qu’il suivra jusqu’en Allemagne. Plus tard cette année-là, il est affecté au détachement d'aide légère du 15th/19th King's Royal Hussars. Miles sert dans le nord-ouest de l'Europe jusqu'à la fin de la guerre,. Il a alors atteint le grade de sergent d'état-major en servant d'estafette motorisée,. Il a également servi en tant que commandant de char, et cette expérience aurait nourri chez lui une nouvelle passion pour l'ingénierie de haute performance. Il est libéré dans les réserves le 1er avril 1946.

### Carrière de pilote automobile
Après la guerre, Ken Miles se lance en sport automobile et court sur Bugatti, Alfa Romeo et Alvis avec le Vintage Sports-Car Club, un club anglais de voitures de sport anciennes, avant de se tourner vers une Frazer Nash à moteur Ford V8.
Ayant émigré à Los Angeles, il débute aux États-Unis sur quatre roues dans des courses du Sports Car Club of America (SCCA) en 1952, roulant alors essentiellement sur une M.G. Special fortement personnalisée jusqu'en 1955 (14 victoires SCCA dès 1953), avant de passer sur Porsche (550 Spyder de John von Neumann surtout ; 1956 à 1961), puis Sunbeam et Ferrari (1962), AC Cobra (1963 à 1965), et Ford GT40 Mk II / Porsche 906 (1966).
En 1957, il conçoit le Pooper, un moteur et une transmission de Porsche 550S montés sur un châssis de Cooper 1956 ayant conservé sa carrosserie. Cette voiture hybride domine sa classe F dans les courses SCCA de la côte ouest organisées entre 1957 et 1958.
Miles est un pilote officiel du Shelby/Cobra race team au début des années 1960.
Pendant la course des 24 Heures du Mans 1966 (les 18 et 19 juin), alors qu'il mène avec plusieurs tours d'avance, Miles s'arrête au stand pour changer les freins (le talon d'Achille de la Ford GT40). Mais le jeu de moyeu complet d'avance a été pris par une autre voiture de l'écurie, celle de  McLaren/Amon. De ce fait, il récupère un jeu de freins avec lequel il ne peut pas piloter comme il veut. Il doit faire deux arrêts supplémentaires pour comprendre ce qu'il se passe. Puis l'équipe trouve une autre paire de freins sans savoir si elle est prête à courir. Miles continue donc la course avec les mauvais freins. Cela lui fait perdre ses précieux tours d'avance.
La fin de la course continue d'être une source de discorde aujourd'hui. Le directeur de compétition chez Ford, Léo Beebe, lui demande de ralentir pour que les trois Ford GT40 Mk II puissent être photographiées ensemble à l'arrivée alors que Miles est en tête de la course. C'est ce que Miles fait. Finalement, la ligne d'arrivée est franchie en premier par McLaren, suivi de très près par Ken Miles en 2e position. Certains pensent que Miles a freiné juste avant la ligne d'arrivée pour laisser gagner McLaren. D'autres, en se basant sur une lettre qu'il aurait envoyée à son père disant qu'il aurait tout organisé, pensent que McLaren a accéléré au dernier moment pour franchir la ligne d'arrivée en premier.
Deux mois plus tard, après une journée d'essais privés en plein été au Riverside International Raceway, sur le prototype de la Ford GT40 Mk IV (J-car) destinée à remplacer la Ford GT40 Mk II, Miles fait un tout droit à grande vitesse. La voiture part en boucle, se renverse et s'embrase. Ken Miles est tué sur le coup. Une version à l'aérodynamique corrigée sort ultérieurement. Elle possède un habitacle renforcé qui sauve probablement la vie de Mario Andretti aux 24 Heures du Mans 1967, lorsqu'il s'écrase violemment, ne subissant alors que des blessures mineures.

## Palmarès

### Titres

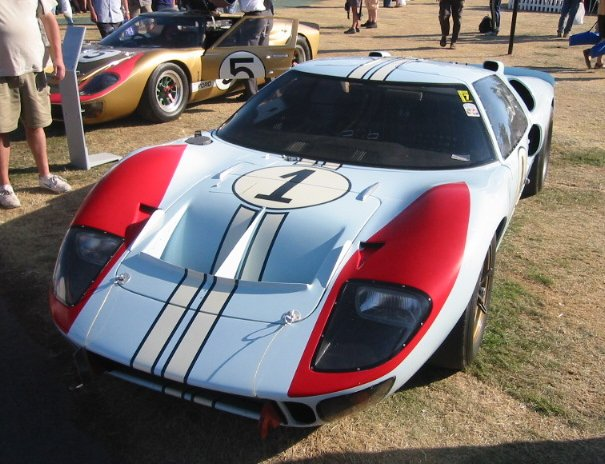
La Ford GT40 Mk II de Ken Miles, seconde des 24 Heures du Mans 1966.

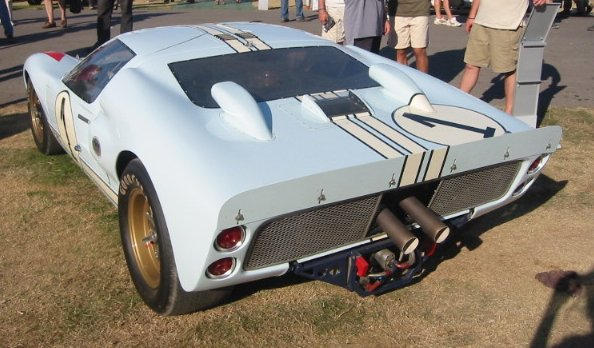
La même, vue de dos.

Personnel
- Championnat National Road Racing américain 1962 (en) (et victoire au Continental Divide 200 de Castle Rock (CO), sur Brabham) ;

Participations pour un constructeur :
- Championnat du monde des voitures de sport 1965 : Shelby-American Inc. Champion International des constructeurs (première fois dans ce championnat, en Catégorie GT division 3 > 2L.) (victoire de Miles à Daytona, première épreuve de la saison, pour Shelby-American Inc) ;
- Championnat du monde des voitures de sport 1966 : Ford Champion International des constructeurs (première fois aussi dans ce championnat mondial, en Voitures de Sport division 3 > 2L.), grâce aux victoires de Daytona et de Sebring, les deux premières de la saison, pour Shelby-American Inc.

### Victoires personnelles notables
- Main Palm Springs 1955 (mars), sur MG Speciale R2 dite Flying Shingle (devant Yedor, suivi de James Dean sur Porsche 356 Speedster)... avant d'être disqualifié car ses ailes étaient trop larges ;
- 6 Heures de Pomona 1958 (avec Blackwell, sur Jaguar E-Type) ;
- 6 Heures de Riverside 1962 (avec Drake, sur Ferrari 250 GT SWB) ;
- 2 000 kilomètres de Daytona 1965 (avec Lloyd Ruby, sur Ford GT40) ;
- 24 Heures de Daytona 1966 (avec Lloyd Ruby, sur Ford GT40 Mk II) ;
- 12 Heures de Sebring 1966 (avec Lloyd Ruby, sur Ford GT40 X1; et également 2e en 1965) ;
- 24 Heures du Mans 1966 (second avec Denny Hulme, sur Ford GT40 Mk II).

## Distinction
- Motorsports Hall of Fame of America en 2001.

## Filmographie
- 2019 : Le Mans 66 de James Mangold (interprété par Christian Bale dans le rôle de Ken Miles)